# Stanley Turrentine
Stanley Turrentine (Pittsburgh, 5 aprile 1934 – New York, 12 settembre 2000) è stato un sassofonista statunitense di musica jazz.

## Biografia
Stanley Turrentine nacque e crebbe in una famiglia di musicisti. Scelse il sax tenore e ne imparò la tecnica sotto la guida del padre Thomas, sassofonista anch'egli nei Savoy Sultans di Al Cooper durante gli anni trenta, e dalla madre pianista assorbì le sensibilità blues che trasferì nelle sue esecuzioni. Il fratello maggiore Tommy era un trombettista di un certo talento, tanto che ebbe l'opportunità di suonare con Dizzy Gillespie, Count Basie, Benny Carter e Billy Eckstine. Fu proprio il fratello a introdurlo nel mondo del jazz, chiamandolo a suonare il sax in un gruppo quando Stanley aveva solo 16 anni.
Nel biennio 1950-51 Turrentine suonò a fianco di Ray Charles nel gruppo di Lowell Fulson, poi nel 1953 Earl Bostic lo chiamò nella sua formazione di rhythm & blues a sostituire John Coltrane e, dopo aver svolto il servizio militare, il giovane sassofonista confluì nel quintetto di Max Roach. Qui fu notato dalla Blue Note che lo volle nella sua scuderia, e con la prestigiosa etichetta Turrentine – trasferitosi a Philadelphia – registrò diversi album, a partire da Back at the Chicken Shack e Midnight Special, entrambi nel quartetto capitanato da Jimmy Smith, e Look Out! come leader supportato dalla sezione ritmica formata da Horace Parlan al pianoforte, George Tucker al contrabbasso e Al Harewood alla batteria. Nel 1960, inoltre, Turrentine sposò l'organista Shirley Scott, con la quale si ritrovò spesso a collaborare in studio di registrazione.
Per tutto il decennio fino al 1969, il musicista registrò prevalentemente con la Blue Note, venendo a contatto con tanti jazzisti fra i quali Oliver Nelson, Duke Pearson, Thad Jones, Cedar Walton, Kenny Burrell, McCoy Tyner e Sonny Clark. Gli anni settanta lo videro virare verso generi più commerciali come fusion e pop che caratterizzano le sue produzioni meno convincenti, e questa svolta fece storcere il naso a molti puristi del jazz. Nel 1984 l'artista ritornò a incidere per la Blue Note a fianco di Jimmy Smith e George Benson prima e successivamente, negli anni novanta, accanto a Freddie Hubbard, Cedar Walton, Billy Higgins, Ron Carter, Roland Hanna e Kenny Drew. Il decennio registra anche sue apparizioni in album di Jimmy Smith, Billy Taylor, Benny Green e Ahmad Jamal. Oltre ad avere suonato in formazioni strumentali, durante l'intera carriera Turrentine accompagnò cantanti jazz quali Abbey Lincoln, Astrud Gilberto, Dianne Reeves, Irene Cara, Lou Rawls, Jon Hendricks e Diana Krall.
Stanley Turrentine è morto per emorragia cerebrale nel settembre del 2000.

## Discografia
- 1960 – Stan "The Man" Turrentine
- 1960 – Look Out
- 1961 – Comin' Your Way
- 1961 – Up at Minton's, Vol. 1
- 1961 – Dearly Beloved
- 1961 – Z.T.'s Blues
- 1962 – That's Where It's At
- 1962 – Jubilee Shout
- 1963 – Never Let Me Go
- 1963 – A Chip Off the Old Block
- 1964 – Hustlin'
- 1964 – In Memory Of
- 1964 - Mr. Natural
- 1965 – Joyride
- 1965 – Tiger Tail (riedizione del primo album)
- 1966 – Let It Go
- 1966 – Rough 'n' Tumble
- 1966 - Easy Walker
- 1967 – The Spoiler
- 1967 - A Bluish Bag
- 1967 – The Return of the Prodigal Son
- 1968 – The Look of Love
- 1968 – Common Touch
- 1968 – Always Something There
- 1969 – Another Story
- 1969 – Ain't No Way
- 1971 – Sugar
- 1971-1973 – The Sugar Man pubblicato nel 1975
- 1971 – Salt Song
- 1972 – Cherry
- 1973 – Don't Mess with Mister T.
- 1974 – Freddie Hubbard/Stanley Turrentine In Concert Volume One

- 1974 – In Concert Volume Two
- 1974 – Pieces of Dreams
- 1975 – In the Pocket
- 1975 – Have You Ever Seen the Rain
- 1976 – Everybody Come on Out
- 1976 – Man with the Sad Face
- 1977 – Love's Finally Found Me
- 1977 – Nightwings
- 1977 – West Side Highway
- 1978 – What About You!
- 1979 – Soothsayer
- 1980 – Betcha
- 1980 – Inflation
- 1980 – Use the Stairs
- 1981 – Tender Togetherness
- 1981 – Mr. Natural
- 1983 – Home Again
- 1984 – Straight Ahead
- 1986 – Wonderland
- 1989 – LA Place
- 1991 – The Look Love
- 1992 – More Than a Mood
- 1993 – If I Could
- 1993 – Ballads
- 1995 – Three of a Kind Meet Mr. T
- 1995 – Live at Minton's
- 1995 – Time
- 1999 – Do You Have Any Sugar?[2]